# Liste der Wappen im Landkreis Vechta
Diese Liste beinhaltet alle in der Wikipedia gezeigten Wappen des Landkreises Vechta in Niedersachsen.

## Landkreis Vechta
| Landkreis | Wappen | Kommentare |
| --------- | ------ | --- |
| Vechta    |        | Genehmigt durch den Niedersächsischen Minister des Innern am 27. Dezember 1955: „Geteilt und oben gespalten von Gold und Rot; vorne zwei rote Balken; hinten drei silberne Sparren; unten in Rot drei zwei zu eins gestellte goldene Wolfsangeln.“ |

## Städte und Gemeinden
| Stadt oder Gemeinde            | Wappen | Kommentare |
| ------------------------------ | ------ | --- |
| Gemeinde Bakum                 |        | Genehmigt durch den Niedersächsischen Minister des Innern am 2. September 1950: „In Gold ein blauer Kübelhelm mit goldenem Beschlag, darauf ein roter Flug, dazwischen ein kleines blaues Schrägkreuz.“ |
| Stadt Damme                    |        | Genehmigt durch den Oldenburger Innenminister 1928: „Geviert: 1 in Gold zwei tote Balken; 2 in Schwarz der stehende golden nimbierte hl. Viktor in silberner Rüstung mit silbernem Mantel, in der Rechten eine silberne Lanze mit silberner Fahne, darauf ein durchgehendes rotes Kreuz, die Linke gestützt auf einen silbernen Schild mit Kreuz; 3 in Grün eine schrägliegende silberne Pflugschar; 4 in Blau goldenes Nagelspitzkreuz.“ |
| Stadt Dinklage                 |        | Im Siegel durch die Gemeinde geführt seit 1936, mit diesen Farben genehmigt durch den Niedersächsischen Minister des Innern 1955: „In Gold ein aufrechter roter Forsthaken (Wolfangel), beseitet von einem gesenkten roten Schragen und einer erhöhten heraldischen Rose mit goldenem Butzen und goldenen Kelchblättern.“ |
| Gemeinde Goldenstedt           |        | In der jetzigen Form und Farbgebung genehmigt durch den Niedersächsischen Minister des Innern 1951: „In Gold eine aufrechte blaue Axt, die von je drei roten Kugeln beseitet ist.“ Das 1936 genehmigte Wappen zeigte vor dem Schaft drei Münzen, links nur eine. |
| Gemeinde Holdorf               |        | Genehmigt durch den Niedersächsischen Minister des Innern am 12. Januar 1949: „In Gold ein rotes Spinnhaspelrad.“ |
| Stadt Lohne (Oldenburg)        |        | Genehmigt durch den Großherzog von Oldenburg am 3. Januar 1912, in farbiger Neugestaltung durch den Verwaltungsbezirk Oldenburg 1954: „Geviert: 1 in Gold zwei rote Balken; 2 in Silber eine blaubedachte rote Kirche mit drei blaubedachten toren Türmen; 3 in Rot ein aus goldener Kronne wachsender silberner Schwanenfittich; 4 in Blau goldenes Nagelspitzkreuz.“                                                                    |
| Gemeinde Neuenkirchen-Vörden   |        | Genehmigt ????: „Auf einem silbernen Schild oben ein schwarzes Rad mit 3 Speichen in der linken Hälfte, in der Mitte ein roter Jagdpfeil, unten ein blaues Hifthorn mit rotem Band und goldenem (gelben) Ringbeschlagen.“ |
| Gemeinde Steinfeld (Oldenburg) |        | Genehmigt durch den Oldenburger Innenminister am 23. September 1931: „Geviert: 1 in Gold zwei rote Balken; 2 in Schwarz der wachsende golden nimbierte hl. Johannes der Täufer mit goldenem Unter- und silbernem Obergewandder mit der Rechten auf das silberne Osterlamm auf der Linken deutet em Nimbus hinterlegt ein waagerechtes silbernes Schwert; 3 in Grün fünf dreieckige silberne Steine; 4 in Blau goldenes Nagelspitzkreuz.“  |
| Kreisstadt Vechta              |        | Wappen geht auf Siegelführung seit dem 14. Jahrhundert zurück, bestätigt durch den Niedersächsischen Minister des Innern 1955: „In Rot ein silberner Torturm mit blauem Dach und beidseitig angebauten Erkern mit blauen Spitzdächern; im Tor unter goldenem Fallgatter schwebt der Kopf eines bärtigen Mannes.“ |
| Gemeinde Visbek                |        | Genehmigt durch den Oldenburger Innenminister am 3. Dezember 1936 und bestätigt durch den Niedersächsischen Minister des Innern am 24. September 1951: „In Gold ein blauer Schrägwellenbalken, belegt mit einem silbernen Fisch.“ |

## Ehemalige Städte und Gemeinden sowie historische Wappen
| Stadt oder Gemeinde | Wappen | Kommentare |
| ------------------- | ------ | --- |
| Gemeinde Lutten     |        | Genehmigt durch den Niedersächsischen Minister des Innern am 13. August 1948: „In Gold eine geflügelte rote Pferdebremse.“ Am 1. März 1974 wurde Lutten in die Gemeinde Goldenstedt eingegliedert. |
| Gemeinde Langförden |        | Genehmigt durch den Niedersächsischen Minister des Innern am 20. Juli 1948: „…“ Am 1. März 1974 wurde die Gemeinde Langförden in die Stadt Vechta eingegliedert. Das der eingegliederten Gemeinde Langförden verliehene Wappen und die Gemeindefarben dürfen innerhalb der bisherigen Gemeinde Langförden als örtliches Symbol weitergeführt werden. |
| Gemeinde Vörden     |        | Wappen beruht auf Siegelführung seit dem frühen 15. Jahrhundert und stellt eine Wappenminderung des Osnabrücker Rades dar: „In Silber ein schwarzes Rad mit drei Speichen.“ Zum 1. März 1974 wurden die Gemeinden Hinnenkamp, Hörsten und Vörden aus dem Landkreis Osnabrück (alle bis zum 30. Juni 1972 im Landkreis Bersenbrück) in die damalige Gemeinde Neuenkirchen (Oldenburg) eingegliedert und wechselten damit zum Landkreis Vechta. Mit Wirkung vom 1. Oktober 1993 wurde diese in „Neuenkirchen-Vörden“ umbenannt. |